# Lambertus Hardenberg

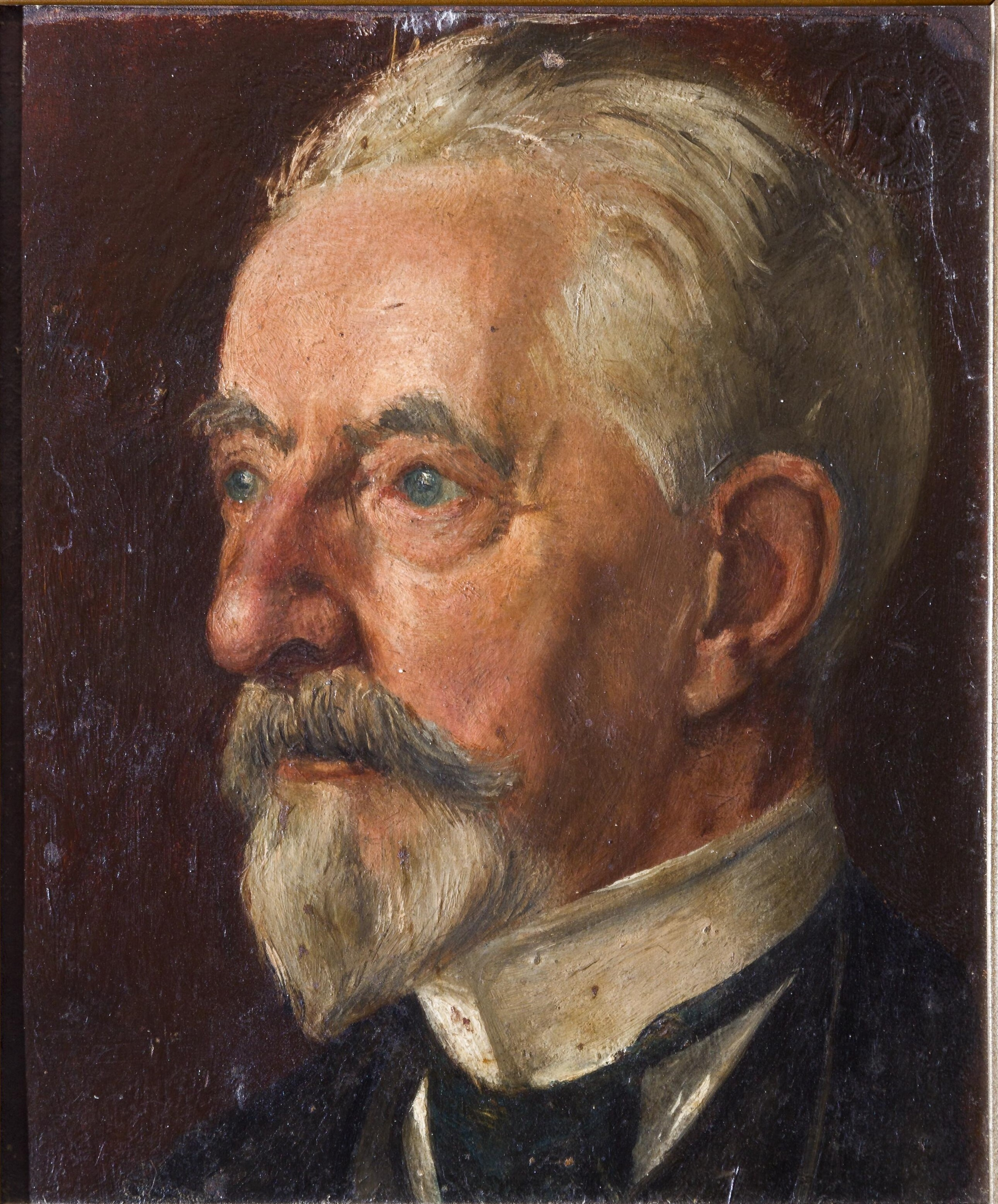
Lambertus Hardenberg: zelfportret

Lambertus Hardenberg (Den Haag, 7 november 1822 – aldaar, 15 januari 1900) was een Nederlands kunstschilder, tekenaar, lithograaf, etser, en aquarellist.
Hij volgde een opleiding van 1839 tot 1843 aan de Academie van Beeldende Kunsten in Den Haag en was daar leerling van Bartholomeus Johannes van Hove en Jan Hendrik Weissenbruch.
In het begin van de 19e eeuw vestigden zich steeds meer kunstenaars in het landelijke Den Haag. Het kwam tot verscheidene pogingen om een vereniging van kunstenaars op te richten, zoals het Teekencollegie Aan Kunst en Vriendschap gewijd in 1845. Vrijdagsmiddags werd op het atelier van Lambertus Hardenberg naar model getekend en daarna feest gevierd. In januari 1847 besloten Hardenberg, Roelofs, Van Hove en de Weissenbruchs een Schilderkundig Genootschap op te richten voor het tekenen naar model, het bevorderen van de belangen van de beeldende kunst en van de leden, en het houden van kunstbeschouwingen. Een maand later was Pulchri Studio (ter beoefening van het schone) een feit. Uit deze Pulchri Studio zou de Haagse School ontstaan en in 1875 haar naam krijgen. Hardenberg was ook mede-oprichter van de Haagsche Etsclub en leraar van Maria Elisabeth Hardenberg
De onderwerpen van Hardenberg waren landschappen, figuurstudies, rivierlandschappen, stillevens, stadsgezichten en topografie.